# Battle of the Brothers
La  Battle of The Brothers est le surnom de la rivalité dans le football américain universitaire opposant deux équipes de l'État de l'Utah, les Utes de l'Utah de l'université de l'Utah basée à Salt Lake City et les Aggies de l'université d'État de l'Utah basée à Logan.
Ce match annuel fait partie d'une triple rivalité entre les universités de la NCAA Division I FBS situées dans l'État de l'Utah, BYU, Utah et Utah State. La meilleure équipe au terme des trois matchs opposant ces universités remporte le trophée connu sous le nom de Beehive Boot.

## Histoire
La rivalité a commencé le 25 novembre 1892, lorsque Utah State (alors connu sous le nom de Utah Agricultural College) a battu Utah 12 à 0 lors du premier match des deux programmes de football américain. Pendant une grande partie de son histoire, chaque fois que les deux équipes jouaient à Salt Lake City, cela se déroulait le jour de Thanksgiving. Cependant, cet aspect de la rivalité a pris fin en 1958, aucune rencontre n'a eu lieu le jour de Thanksgiving depuis 1959. Plus récemment, la rencontre a eu lieu en septembre comme l'un des premiers matchs de la saison pour les deux équipes. Utah et Utah State n'étant plus membres de la même conférence depuis 1961, chaque rencontre depuis lors a été un match volontaire hors conférence.
Dans les années 1970, Utah et ses fans ont considéré l'université Brigham-Young comme leur plus grand rival, et la Holy War est devenue la principale rivalité dans l'État d'Utah.
Après la victoire des Utes en 2015, aucune autre rencontre n'a été programmée avant le 14 décembre 2023, date à laquelle une série de trois matchs a été annoncée par les deux universités, un match en 2024 joué à Logan et les deux autres en 2026 et 2031 programmés à Salt Lake City.
Dans toute l'histoire de la rivalité, le match n'a jamais été disputé ailleurs qu'à Logan (Utah State ou à Salt Lake City (Utah).

## Palmarès

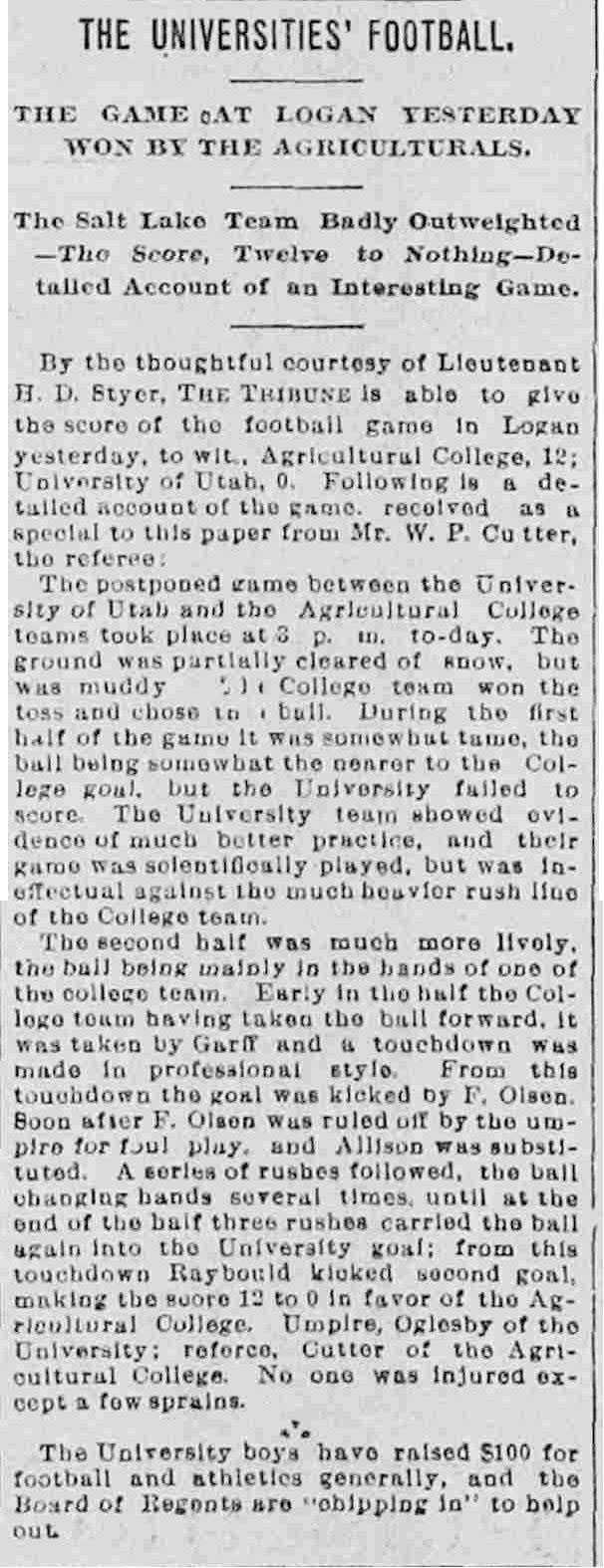
Un article du The Salt Lake Tribune en 1982 relatif du match inaugural de la rivalité.

Le classement des équipes dans les tableaux ci-dessous est celui de l'Associated Press avant la saison 2014 et celui du comité du College Football Playoff depuis 2014.
Jusqu'en 1957, les Utah State étaient connu sous le nom de Utah State Agricultural College (Utah A.C.).
| 80 victoires pour Utah         | 29 victoires pour Utah State | 4 nuls                |                       |
| Plus large victoire            | Utah, 48–0 (2006)            | Utah, 48–0 (2006)     | Utah, 48–0 (2006)     |
| Plus longue série de victoires | Utah, 12 (1998–2009)         | Utah, 12 (1998–2009)  | Utah, 12 (1998–2009)  |
| Plus longue série sans défaite |                              |                       |                       |
| Série en cours sans défaite    | Utah, 3 (depuis 2013)        | Utah, 3 (depuis 2013) | Utah, 3 (depuis 2013) |

| N° | Date             | Lieu           | Vainqueur  | Score |
| -- | ---------------- | -------------- | ---------- | ----- |
| 1  | 25 novembre 1892 | Logan          | Utah State | 12–0  |
| 2  | 17 novembre 1900 | Logan          | Utah       | 21–0  |
| 3  | 9 novembre 1901  | Salt Lake City | Utah       | 17–0  |
| 4  | 15 novembre 1902 | Salt Lake City | Utah       | 18–0  |
| 5  | 17 octobre 1903  | Logan          | Utah State | 17–0  |
| 6  | 19 novembre 1904 | Salt Lake City | Utah       | 43–0  |
| 7  | 25 novembre 1905 | Logan          | Utah       | 5–0   |
| 8  | 29 novembre 1906 | Salt Lake City | Utah       | 35–0  |
| 9  | 9 novembre 1907  | Salt Lake City | Utah       | 10–0  |
| 10 | 9 octobre 1909   | Logan          | Utah       | 28–0  |
| 11 | 25 novembre 1909 | Salt Lake City | Utah       | 22–0  |
| 12 | 8 octobre 1910   | Logan          | Utah       | 21–12 |
| 13 | 24 novembre 1910 | Salt Lake City | Utah       | 6–0   |
| 14 | 28 novembre 1912 | Salt Lake City | Nul        | 7–7   |
| 15 | 27 novembre 1913 | Logan          | Utah State | 21–0  |
| 16 | 26 novembre 1914 | Salt Lake City | Utah       | 20–2  |
| 17 | 25 novembre 1915 | Salt Lake City | Utah       | 14–0  |
| 18 | 11 novembre 1916 | Salt Lake City | Utah       | 46–0  |
| 19 | 29 novembre 1917 | Salt Lake City | Utah State | 14–0  |
| 20 | 29 novembre 1919 | Salt Lake City | Utah       | 10–0  |
| 21 | 25 novembre 1920 | Salt Lake City | Utah State | 9–3   |
| 22 | 24 novembre 1921 | Salt Lake City | Utah State | 14–3  |
| 23 | 30 novembre 1922 | Salt Lake City | Utah       | 14–0  |
| 24 | 29 novembre 1923 | Salt Lake City | Utah State | 21–13 |
| 25 | 27 novembre 1924 | Salt Lake City | Nul        | 7–7   |
| 26 | 26 novembre 1925 | Salt Lake City | Utah State | 10–6  |
| 27 | 25 novembre 1926 | Salt Lake City | Utah       | 34–0  |
| 28 | 24 novembre 1927 | Salt Lake City | Nul        | 0–0   |
| 29 | 29 novembre 1928 | Salt Lake City | Utah       | 20–0  |
| 30 | 28 novembre 1929 | Salt Lake City | Utah       | 26–7  |
| 31 | 27 novembre 1930 | Salt Lake City | Utah       | 41–0  |
| 32 | 26 novembre 1931 | Salt Lake City | Utah       | 34–0  |
| 33 | 29 octobre 1932  | Salt Lake City | Utah       | 16–0  |
| 34 | 28 octobre 1933  | Salt Lake City | Utah       | 14–6  |
| 35 | 29 novembre 1934 | Salt Lake City | Utah       | 14–7  |
| 36 | 28 novembre 1935 | Salt Lake City | Nul        | 14–14 |
| 37 | 24 octobre 1936  | Logan          | Utah State | 12–0  |
| 38 | 25 novembre 1937 | Salt Lake City | Utah       | 27–0  |
| 39 | 22 octobre 1938  | Logan          | Utah       | 33–0  |
| 40 | 23 novembre 1939 | Salt Lake City | Utah       | 27–0  |
| 41 | 19 octobre 1940  | Logan          | Utah State | 7–0   |
| 42 | 26 novembre 1941 | Salt Lake City | Utah       | 33–21 |
| 43 | 17 octobre 1942  | Logan          | Utah       | 34–6  |
| 44 | 23 novembre 1944 | Salt Lake City | Utah       | 47–0  |
| 45 | 22 novembre 1945 | Salt Lake City | Utah       | 24–6  |
| 46 | 28 novembre 1946 | Salt Lake City | Utah State | 22–14 |
| 47 | 27 novembre 1947 | Salt Lake City | Utah       | 40–14 |
| 48 | 25 novembre 1948 | Salt Lake City | Utah       | 41–7  |
| 49 | 24 novembre 1949 | Salt Lake City | Utah       | 34–0  |
| 50 | 23 novembre 1950 | Salt Lake City | Utah       | 46–0  |
| 51 | 3 novembre 1951  | Logan          | Utah       | 28–20 |
| 52 | 27 novembre 1952 | Salt Lake City | Utah       | 20–0  |
| 53 | 10 octobre 1953  | Logan          | Utah       | 33–13 |
| 54 | 25 novembre 1954 | Salt Lake City | Utah State | 35–19 |
| 55 | 24 novembre 1955 | Salt Lake City | Utah       | 14–13 |
| 56 | 22 novembre 1956 | Salt Lake City | Utah       | 29–7  |
| 57 | 28 novembre 1957 | Salt Lake City | Utah       | 21–6  |

| N°  | Date               | Lieu           | Vainqueur  | Score    |
| --- | ------------------ | -------------- | ---------- | -------- |
| 58  | 27 novembre 1958   | Salt Lake City | Utah       | 12–7     |
| 59  | 21 novembre 1959   | Salt Lake City | Utah       | 35–21    |
| 60  | 19 novembre 1960   | Salt Lake City | Utah       | 6–0      |
| 61  | 18 novembre 1961   | Salt Lake City | Utah State | 17–6     |
| 62  | 17 novembre 1962   | Salt Lake City | Utah State | 19–6     |
| 63  | 23 novembre 1963   | Logan          | Utah       | 25–23    |
| 64  | 21 novembre 1964   | Salt Lake City | Utah       | 14–6     |
| 65  | 20 novembre 1965   | Salt Lake City | Utah State | 14–7     |
| 66  | 19 novembre 1966   | Salt Lake City | Utah State | 13–7     |
| 67  | 18 novembre 1967   | Salt Lake City | Utah State | 19–18    |
| 68  | 23 novembre 1968   | Logan          | Utah State | 28–13    |
| 69  | 1er novembre 1969  | Salt Lake City | Utah       | 27–7     |
| 70  | 7 novembre 1970    | Logan          | Utah       | 17–0     |
| 71  | 13 novembre 1971   | Salt Lake City | Utah State | 21–17    |
| 72  | 11 novembre 1972   | Logan          | Utah State | 44–16    |
| 73  | 17 novembre 1973   | Salt Lake City | Utah       | 31–28    |
| 74  | 16 novembre 1974   | Logan          | Utah State | 34–0     |
| 75  | 13 septembre 1975  | Salt Lake City | Utah State | 13–7     |
| 76  | 16 octobre 1976    | Logan          | Utah State | 28–17    |
| 77  | 15 octobre 1977    | Salt Lake City | Utah       | 20–0     |
| 78  | 25 novembre 1978   | Logan          | Utah       | 23–20    |
| 79  | 29 septembre 1979  | Salt Lake City | Utah State | 47–21    |
| 80  | 4 octobre 1980     | Logan          | Utah       | 23–19    |
| 81  | 5 septembre 1981   | Salt Lake City | Utah       | 10–0     |
| 82  | 6 novembre 1982    | Salt Lake City | Utah       | 42–10    |
| 83  | 12 novembre 1983   | Logan          | Utah State | 21–17    |
| 84  | 10 novembre 1984   | Logan          | Utah       | 21–10    |
| 85  | 2 novembre 1985    | Salt Lake City | Utah       | 34–7     |
| 86  | 15 novembre 1986   | Logan          | Utah       | 27–10    |
| 87  | 24 octobre 1987    | Salt Lake City | Utah State | 41–36    |
| 88  | 12 novembre 1988   | Logan          | Utah       | 42–21    |
| 89  | 9 septembre 1989   | Salt Lake City | Utah       | 45–10    |
| 90  | 1er septembre 1990 | Logan          | Utah       | 19–0     |
| 91  | 31 août 1991       | Salt Lake City | Utah       | 12–7     |
| 92  | 12 septembre 1992  | Logan          | Utah       | 42–18    |
| 93  | 11 septembre 1993  | Salt Lake City | Utah       | 31–29    |
| 94  | 3 septembre 1994   | Logan          | Utah       | 32–17    |
| 95  | 28 octobre 1995    | Salt Lake City | Utah       | 40–20    |
| 96  | 31 août 1996       | Logan          | Utah State | 20–17    |
| 97  | 30 août 1997       | Salt Lake City | Utah State | 21–11    |
| 98  | 5 septembre 1998   | Logan          | Utah       | 20–12    |
| 99  | 18 septembre 1999  | Salt Lake City | Utah       | 38–18    |
| 100 | 30 septembre 2000  | Logan          | Utah       | 35–14    |
| 101 | 1er septembre 2001 | Salt Lake City | Utah       | 23–19    |
| 102 | 31 août 2002       | Logan          | Utah       | 23–3     |
| 103 | 28 août 2003       | Salt Lake City | Utah       | 40–20    |
| 104 | 18 septembre 2004  | Logan          | #15 Utah   | 48–6     |
| 105 | 10 septembre 2005  | Salt Lake City | Utah       | 31–7     |
| 106 | 16 septembre 2006  | Logan          | Utah       | 48–0     |
| 107 | 29 septembre 2007  | Salt Lake City | Utah       | 34–18    |
| 108 | 13 septembre 2008  | Logan          | #22 Utah   | 58–10    |
| 109 | 3 septembre 2009   | Salt Lake City | #19 Utah   | 35–17    |
| 110 | 7 septembre 2012   | Logan          | Utah State | 27–20 OT |
| 111 | 29 août 2013       | Salt Lake City | Utah       | 30–26    |
| 112 | 11 septembre 2015  | Salt Lake City | #24 Utah   | 24–14    |
| 113 | 14 septembre 2024  | Logan          | #12 Utah   | 38–21    |

## Articles annexes
- Liste des matchs de rivalité en football américain universitaire de la NCAA